# 高圧ガス保安法
高圧ガス保安法（こうあつガスほあんほう、昭和26年6月7日法律第204号）は、高圧ガスによる災害を防止するため、高圧ガスの製造、貯蔵、販売、輸入、移動、消費、廃棄等を規制するとともに、民間事業者および高圧ガス保安協会による高圧ガスに関する自主的な活動を促進し、公共の安全を確保することに関する日本の法律である。1997年（平成9年）4月1日に高圧ガス取締法から改題された。
1951年（昭和26年）6月7日に公布、高圧ガス取締法施行令（昭和26年政令第350号）1条（現在は条名が削除され本則）により同年12月6日施行。

## 高圧ガスの定義

### 法令による定義
高圧ガスとは、本法第2条および本法施行令第1条によって次のように定義されている。以下の条件のいずれかが成立したときに高圧ガスとされる。

#### 圧縮ガス
- 常用の温度で圧力が1 MPa（メガパスカル）以上になるもので、現に1 MPa以上のもの。
- 35 ℃で1 MPa以上となるもの。

(注)同法の1 MPaは、高圧ガス取締法で定義されていた10 kgf/cm2より若干高い圧力である。

#### 圧縮アセチレンガス
- 常用の温度で圧力が0.2 MPa以上になるもので、現に0.2 MPa以上のもの。
- 15 ℃で0.2 MPa以上となるもの。

#### 液化ガス
- 常用の温度で圧力が0.2 MPa以上になるもので、現に0.2 MPa以上のもの。
- 0.2 MPaとなる場合の温度が35 ℃以下であるもの。

#### その他の液化ガス（液化シアン化水素、液化ブロムメチル、液化酸化エチレン）
- 35 ℃で0 MPaを超えるもの。
  - つまりこれらの物質は、圧力がどの状態でも（たとえ圧力がゼロに限りなく近くても）高圧ガスに定義される。

### GHSによる高圧ガスの定義
国際的な「高圧ガス」の定義は必ずしも高圧ガス保安法と一致していないことに注意が必要である。たとえば、GHSでは次のように定義されている。　
高圧ガスとは、20 ℃、200 kPa（ゲージ圧）以上の圧力の下で圧力容器に充填されているガス、または液化または深冷液化されているガスをいう。高圧ガスには、圧縮ガス；液化ガス；溶解ガス；深冷液化ガスが含まれる。
この定義は国際的な輸送危険物に関する規則のおおもとである国連危険物輸送勧告にも一致する。

## 主務官庁
- 経済産業省
  - 商務情報政策局 産業保安グループ保安課
- （都道府県知事）

当初は、通商産業省鉱山保安局が担当。1970年の改組に伴い、1973年（昭和48年）6月まで同省公害保安局が担当。同7月から、1993年までは同省立地公害局、1993年から中央省庁再編まで環境立地局が担当。以後、2012年（平成24年）9月19日まで経済産業省外局の原子力安全・保安院保安課に移管されていた。なお、原子力安全・保安院時代は、LPガスのみ独立部署の「液化石油ガス保安課」が担当した。

## 構成
- 第1章 総則（第1条-第4条）
- 第2章 事業（第5条-第25条の2）
- 第3章 保安（第26条-第39条）
- 第3章の2 完成検査及び保安検査に係る認定（第39条の2-第39条の12）
- 第4章 容器等（第40条-第58条の2）
- 第4章の2 指定試験機関等（第58条の3-第59条）
- 第4章の3 高圧ガス保安協会（第59条の2-第59条の36）
- 第5章 雑則（第60条-第79条の2）
- 第6章 罰則（第80条-第86条）
- 附則

## 資格
- 高圧ガス製造保安責任者
  - 高圧ガス製造保安責任者免状 - 第27条の2第3項ほか
    - 化学責任者（甲種、乙種、丙種（液化石油ガス、特別試験科目））
    - 機械責任者（甲種、乙種）
    - 冷凍機械責任者（第一種、第二種、第三種）

  - 上記免状の保有を選任要件の一部とする資格
    - 高圧ガス製造保安技術管理者 - 第27条の2第3項
    - 高圧ガス製造保安係員 - 第27条の2第4項
    - 高圧ガス製造保安主任者 - 第27条の3第1項
    - 冷凍保安責任者 - 第27条の4
    - 保安技術管理者、保安係員、保安主任者又は冷凍保安責任者の代理者 - 第33条第1項
- 高圧ガス製造保安企画推進員 - 第27条の3第1項
- 高圧ガス製造保安企画推進員の代理者 - 第33条第1項
- 高圧ガス販売主任者（第一種、第二種） - 第28条第1項
  - （液化石油ガス業務主任者） - 液化石油ガス法第19条第1項において、第二種高圧ガス販売主任者免状の保有を選任要件の一部としている。
- 特定高圧ガス取扱主任者（圧縮水素、圧縮天然ガス、液化酸素、液化アンモニア、液化石油ガス、液化塩素、特殊高圧ガス） - 第28条第2項
- 高圧ガス移動監視者（ガス種別問わず、液化石油ガス） - 第23条第2項に基づき、経済産業省令（一般高圧ガス保安規則、液化石油ガス保安規則）により制定

## 沿革
- 1922（大正11）年4月11日 「圧縮瓦斯及液化瓦斯取締法」公布　（法律第31号、全12条）
- 1936（昭和11）年7月20日 「圧縮瓦斯及液化瓦斯取締法施行令」を全面改正
- 1951（昭和26）年6月7日 「高圧ガス取締法」公布　（法律第204号）
- 1996（平成8）年3月31日 「高圧ガス保安法」に改題　（法律第14号）